# Domi Chansorn
Domi Chansorn (* 1988) ist ein Schweizer Musiker (Schlagzeug, Gesang, weitere Instrumente, Komposition) und Musikproduzent.

## Leben und Wirken
Chansorn, der im Emmental aufwuchs, entdeckte schon früh die Welt des Schlagzeugs. Bereits mit 14 Jahren erhielt er ein Stipendium des Schweizerischen Drummer- und Perkussionisten-Wettbewerbs, mit dem er an der Collective School of Music in New York ausgebildet wurde. Er belegte den 2. Platz beim Wettbewerb Drummer of Tomorrow in Frankfurt am Main. Er studierte zunächst klassische Musik. Nach seinem Abschluss besuchte er die Swiss Jazz School in Bern, wo ihn Dejan Terzic, Frank Sikora, Klaus Koenig und Malcolm Braff unterrichteten.
2008 belegte Chansorn den ersten Platz beim Schweizerischen Drummer- und Perkussionisten-Wettbewerb. Er gewann die «Demotape Clinic» am m4music-Festival, spielte Konzerte mit einer Progrock-Band und ging mit dieser ins Studio, entdeckte aber dann, dass er diesen Weg nicht weiter verfolgen wollte. Er erhielt ein weiteres Stipendium an der Collective School of Music, wo er bei Ian Froman, Peter Retzlaff, Joe Fitzgerald, Steve Smith, Chris Coleman und anderen studierte.
Zurück in der Schweiz, engagierte die Sängerin Sophie Hunger Chansorn 2010 für ihre Europatournee. Mit dem Quartett Bounce gewann er 2013 den ZKB Jazzpreis. Dann tourte er mit den Mundartisten, Knackeboul, Bash, AIEOU und seinem eigenen Soloprojekt. Im Trio Paralog trat er mit Gabriel Zufferey und Christoph Utzinger 2015 beim Montreux Jazz Festival auf. Auch arbeitete er mit Fai Baba, Bonaparte, Marie Krüttli und Béatrice Graf.
2022 veröffentlichte Chansorn nach einer Lebenskrise mit «Hoppalulu bum» sein Debütalbum unter eigenem Namen, das gute Kritiken erhielt, und trat dann mit seiner Band «The Astral Body» auf. Er ist auch auf Alben des Christoph Siegenthaler Trios, mit Skor und mit Clair-Obscur zu hören.